# Lady Yakuza : Le Jeu des fleurs
Série Lady Yakuza
Lady Yakuza : La Règle du jeu
(1968) Lady Yakuza : L'Héritière
(1969)
Pour plus de détails, voir Fiche technique et Distribution.
Lady Yakuza : Le Jeu des fleurs (緋牡丹博徒 花札勝負, Hibotan bakuto: Hanafuda shōbu) est un film japonais de Tai Katō sorti en 1969. C'est le 3e des huit films qui composent la série Lady Yakuza (緋牡丹博徒, Hibotan bakuto).

## Synopsis
Ryuko Yano, surnommée Oryū la pivoine rouge, se rend à Nagoya auprès du clan Nishinomaru pour poursuivre sa formation de yakuza. Malgré des présentations en règle, elle est fraichement accueillie car une rumeur la présentant comme une tricheuse est parvenue aux oreilles du clan. Heureusement la lettre de recommandation de Kumatora convainc Teijiro Sugiyama, le chef du clan Nishinomaru, de l'accueillir sous son toit. Il s'avère que c'est Otoki, la mère de la jeune fille aveugle qu'Oryū a sauvé lors de son voyage vers Nagoya, qui a usurpé son identité et qui est à l'origine de la rumeur.
Tetsunosuke Kinbara est prêt à toutes les bassesses pour étendre l'influence de son clan et à prendre la place du clan Nishinomaru dans l'organisation du prestigieux tournoi de cartes visant à récolter des fonds pour la restauration du temple Atsuta. Oryū se démène pour déjouer les manœuvres du clan Kinbara. Et si le tournoi peut bien se dérouler sous l'égide du clan Nishinomaru, Teijiro Sugiyama et plusieurs de ses adjoints perdent la vie par la faute du clan Kinbara.
Oryū, épaulée de Fujimatsu et du ténébreux Shogo Hanaoka, un yakuza solitaire qui s'est retrouvé contre son gré mêlé à cette guerre de clan, vengent dans un bain de sang la mort du chef du clan Nishinomaru.

## Fiche technique
- Titre français : Lady Yakuza : Le Jeu des fleurs[1]
- Titre anglais : Red Peony Gambler: Flower Cards Match
- Titre original : 緋牡丹博徒 花札勝負 (Hibotan bakuto: Hanafuda shōbu?)
- Réalisation : Tai Katō
- Scénario : Norifumi Suzuki, Motohiro Torii et Hisakichi Ishimoto
- Photographie : Osamu Furuya
- Montage : Shintarō Miyamoto
- Musique : Takeo Watanabe
- Direction artistique : Jirō Tomita
- Décors : Eiji Nunobe
- Éclairages : Katsuyoshi Kaneko
- Son : Shigeji Nakayama
- Producteur : Gorō Kusakabe et Kōji Shundō
- Sociétés de production : Tōei
- Pays de production :  Japon
- Langue originale : japonais
- Format : couleur — 2,35:1 — son mono
- Genre : drame ; yakuza eiga
- Durée : 98 minutes[2] (métrage : neuf bobines - 2 690 m[2])
- Date de sortie :
  - Japon : 1er février 1969[2]

## Distribution
- Junko Fuji : Ryuko Yano / Oryū
- Ken Takakura : Shogo Hanaoka
- Kanjūrō Arashi : Teijiro Sugiyama, le chef du clan Nishinomaru
- Asao Koike : Tetsunosuke Kinbara, chef du clan Kinbara
- Bin Amatsu : bras droit de Tetsunosuke Kinbara
- Teruo Ishiyama : Jiro Sugiyama, le fils de Sadajiro
- Mihoko Shibata : Yaeko Kinbara, la fille de Tetsunosuke
- Tomisaburō Wakayama : Torakichi Kumasaka, dit Kumatora
- Junkō Tōda (créditée sous le nom de Yoshiko Sawa) : Otoki
- Nijiko Kiyokawa : Otaka
- Akira Shioji : Yasuji Igarashi, dit Yasu le monstre
- Rin'ichi Yamamoto : Kanezo Kitamura du clan Nishinomaru
- Kyōsuke Machida : Fujimatsu, l'Immortel
- Kōji Sekiyama : Josuke Domyoji
- Asao Uchida : M. Furuta, l'homme politique influent
- Masaharu Arikawa : Kubodera du clan Nishinomaru
- Kanbi Fujiyama : policier

## Les films de la sérieLady Yakuza
La série comprend huit films qui appartiennent au genre ninkyo eiga (ou  « films de chevalerie ») une branche du film de yakuza qui relate l'affrontement mortel entre ceux qui s'efforcent de suivre le code moral des yakuzas et ceux qui le dévoient en transformant leur clan en organisations criminelles sans foi ni loi.
Tai Katō, cinéaste star de la Tōei, est l'auteur d'une sorte de série à l'intérieur de la série, ses trois films (épisodes 3, 6 et 7) fonctionnant comme une trilogie fermée sur elle-même, très marquée par son style visuel tranché (plans penchés, contre-plongées, arrêts sur images, utilisation massive des amorces, des ouvertures et des très longues focales pour structurer le cadre, etc.). Lady Yakuza : Le Retour d'Oryū fait directement suite à Lady Yakuza : Le Jeu des fleurs en prolongeant l'intrigue de la petite aveugle à laquelle Oryū s'attache comme à l'enfant qu'elle n'aura jamais.
Les films de la série :
- 1968 : Lady Yakuza : La Pivoine rouge (緋牡丹博徒, Hibotan bakuto?) de Kōsaku Yamashita
- 1968 : Lady Yakuza : La Règle du jeu (緋牡丹博徒 一宿一飯, Hibotan bakuto: Isshuku ippan?) de Norifumi Suzuki
- 1969 : Lady Yakuza : Le Jeu des fleurs (緋牡丹博徒 花札勝負, Hibotan bakuto: Hanafuda shōbu?) de Tai Katō
- 1969 : Lady Yakuza : L'Héritière (緋牡丹博徒 二代目襲名, Hibotan bakuto: Nidaime shūmei?) de Shigehiro Ozawa
- 1969 : Lady Yakuza : Chronique des joueurs (緋牡丹博徒 鉄火場列伝, Hibotan bakuto: Tekkaba retsuden?) de Kōsaku Yamashita
- 1970 : Lady Yakuza : Le Retour d'Oryū (緋牡丹博徒 お竜参上, Hibotan bakuto: Oryū sanjō?) de Tai Katō
- 1971 : Lady Yakuza : Prépare-toi à mourir ! (緋牡丹博徒 お命戴きます, Hibotan bakuto: Oinochi itadaki masu?) de Tai Katō
- 1972 : Lady Yakuza : Le Code yakuza (緋牡丹博徒 仁義通します, Hibotan bakuto: Jingi tōshi masu?) de Buichi Saitō